# Michail Frunse (Schiff)
Die Mikhail Frunze (russisch Михаил Фрунзе) (dt. Michail Frunse) ist das einzige russische SPA-Flusskreuzfahrtschiff. Sie wird von Vodohod-Reederei auf Binnenwasserstraßen des europäischen Teils Russlands betrieben, die Wolga-Reederei versorgt sie mit technischer Wartung. Für 2012 wurden Kreuzfahrten überwiegend von Nischni Nowgorod auf der Wolga aus geplant. Das Schiff trägt den Namen von einem sowjetischen Heerführer und Staatsmann während des Russischen Bürgerkrieges Michail Frunse.

## Geschichte
Die Mikhail Frunze wurde im Jahr 1980 bei der tschechoslowakischen Werft Narodny Podnik Škoda in Komárno (heute Slovenské Lodenice Komárno in Slowakei, damals Bestandteil des Škoda-Konzerns) für die Wolga-Reederei Wolschskoje Objedinjonnoje Retschnoje Parochodstwo (heute Wolschskoje Parochodstwo) gebaut. Der Heimathafen war von Anfang an Nischni Nowgorod. Sie gehörte zu einer 1976 bis 1983 hergestellten Baureihe von neun Schiffen des Typs „Valerian Kuybyshev“, welcher auch als „Projekt 92-016“ oder „OL400“ (slowakisch: osobna lod 400 – deutsch: für 400 Passagiere) bekannt war.

## Beschreibung
Das Flusskreuzfahrtschiff besitzt ein Deck unter der Wasserlinie, die sogenannte Plattform, sowie fünf Decks über Wasser. Auf dem Unterdeck, auf der Höhe der Wasserlinie, befanden sich nach dem Bau des Schiffes Fahrgastkabinen, auf die während des Umbaus zugunsten der Kombüse, der ärztlichen Beratung und der verschiedenen Dienst- und Lagerräume verzichtet wurde. Vier weitere Decks sind für Passagiere, aber nur drei von ihnen haben Wohnkabinen: das Hauptdeck, das Promenaden-Deck und das Bootsdeck. Auf dem vierten Deck, dem Sonnendeck, befinden sich Steuerhaus, Kabinen für Besatzungsmitglieder und Funker, die Bar, Solarium und die Schornsteine. Die Mikhail Frunse verfügt über einen dieselelektrischen Antrieb mit drei Hauptmotoren je 736 kW.

## Einsatz
Die Mikhail Frunze wurde 2013 von Vodohod auf den folgenden Strecken betrieben:
- Nischni Nowgorod – Tscheboksary – Kasan – Uljanowsk – Samara – Saratow – Wolgograd – Astrachan auf der Wolga;
- Nischni Nowgorod – Tscheboksary – Kasan – Samara – Saratow – Wolgograd – Rostow am Don auf der Wolga, Wolga-Don-Kanal und Don;
- Nischni Nowgorod – Pljos – Jaroslawl – Kostroma – Rybinsk – Myschkin auf der Wolga;
- Nischni Nowgorod – Pljos – Jaroslawl – Kostroma – Mandrogi – Kischi – Petrosawodsk – Walaam – Sankt Petersburg auf der Wolga, Wolga-Ostsee-Kanal, Onegasee, Ladogasee und Newa;
- Nischni Nowgorod – Tscheboksary – Kasan – Jelabuga – Perm auf der Wolga und Kama.[10]

Der Kapitän des Schiffes ist Scherbakow Alexander Aleksandrowitsch.

## Ausstattung
Alle komfortablen 1-, 2-, 3-, 4-Bett-Kabinen sind mit Klimaanlage, Dusche und WC und 220-V-Anschluss ausgestattet und haben große Fenster. DeLux und HalbDeLux-Kabinen verfügen noch über einen Kühlschrank. An Bord befinden sich u. a. zwei Restaurants, zwei Bars, ein Kiosk, ein Konferenzsaal, Musiksalon, Solarium und ärztliche Beratung.

## Galerie

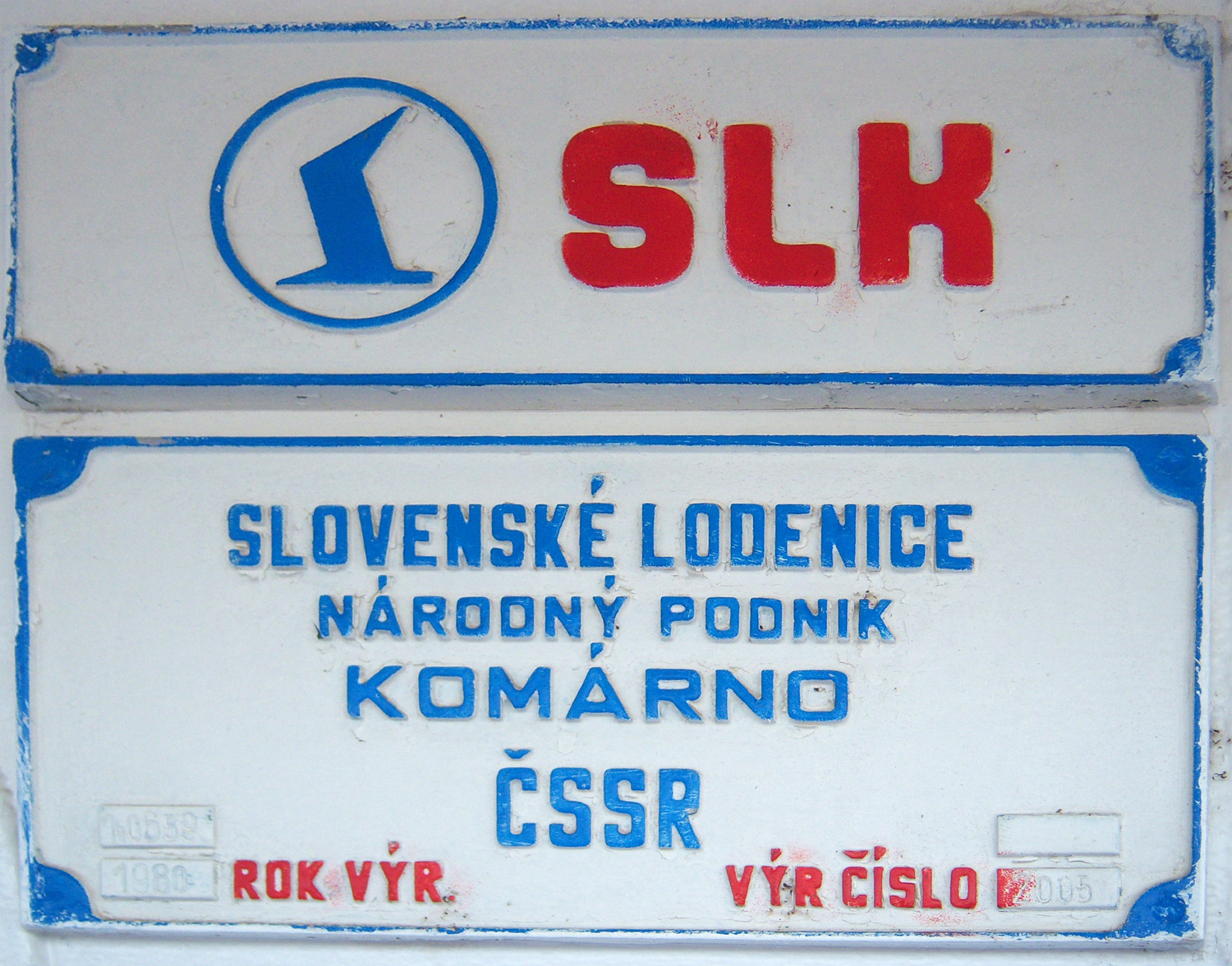
Das Schild mit Baujahr und Logotyp der Werft
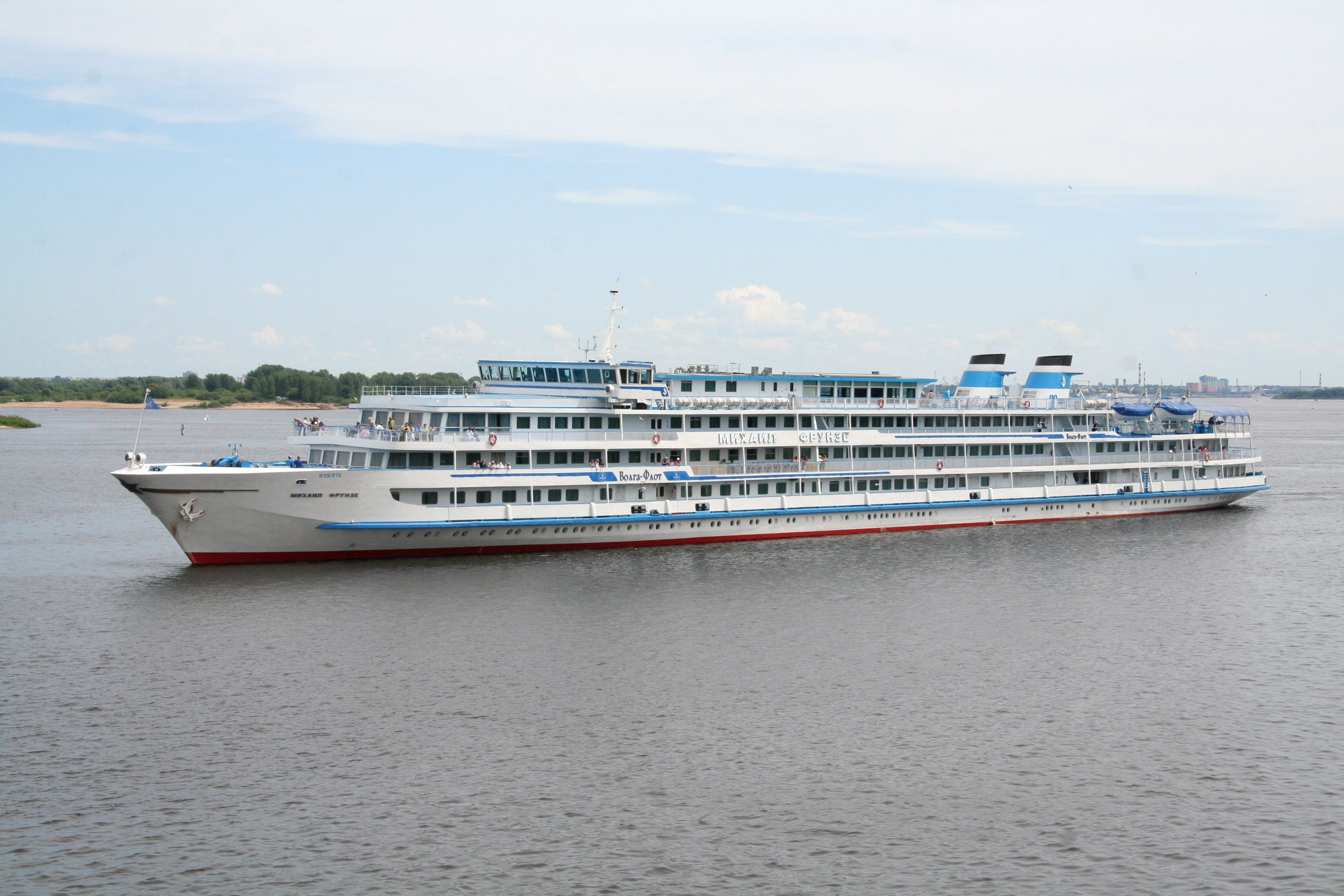
Die Backbordseite des Schiffes in Farben der ehemaligen Reederei Volga-Flot-Tur 2009
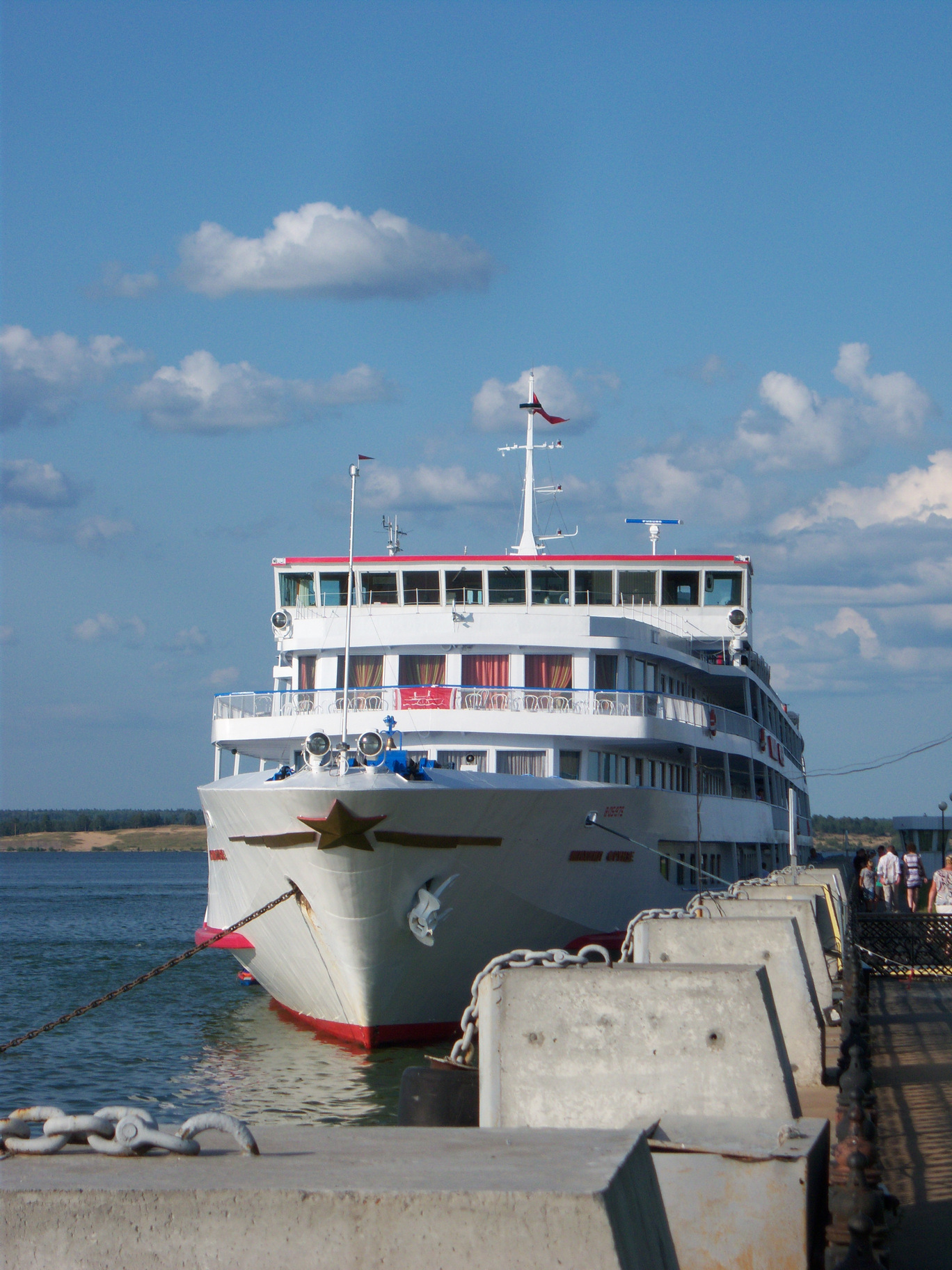
Bugansicht vom Schiff
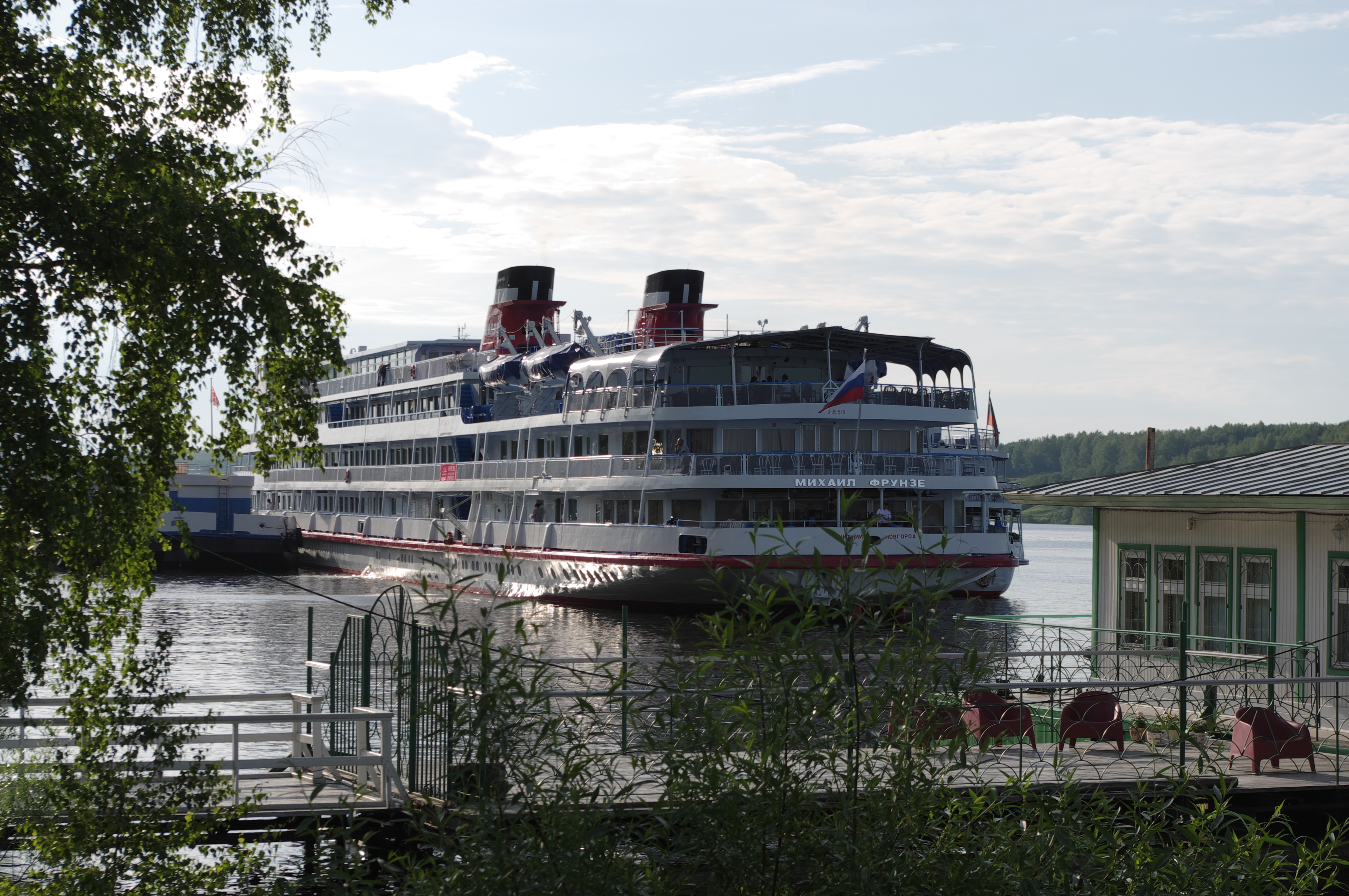
Heckansicht vom Schiff